# Oase der Zombies
Oase der Zombies (La tumba de los muertos vivientes, bzw. L'abîme des morts vivants) ist ein Horrorfilm des Regisseurs Jess Franco aus dem Jahr 1983, der in spanisch-französischer Co-Produktion entstand. Für die Inszenierung waren die spanische Filmproduktionsgesellschaften Marte Film Internacional und Diasa sowie die französische Eurociné verantwortlich.
Der Film ist in mehreren unterschiedlichen Schnittfassungen erschienen und enthält je nach Version einen anderen Soundtrack sowie andere Nebendarsteller. In der spanischen Version spielen beispielsweise Francos langjährige Lebensgefährtin Lina Romay und Eduardo Fajardo mit, die in der französischen, internationalen Fassung durch Henri Lambert und Myriam Landson ersetzt wurden.

## Handlung
Während des Zweiten Weltkrieges gerät ein Goldtransport der deutschen Wehrmacht, ein Verband Rommels Afrikakorps, auf dem erzwungenen Rückzug in einen Hinterhalt britischer Soldaten unter der Führung von Captain Blabert. Ort des Schauplatzes ist eine kleine Oase in der nordafrikanischen Sandwüste, wo es zu einer blutigen Auseinandersetzung kommt. Alle Beteiligten finden dabei den Tod, lediglich der britische Kommandant überlebt schwerverletzt. Dieser wird von einem barmherzigen Scheich gerettet, wie ein Freund bewirtet und schließlich gesundgepflegt. Mit der jugendlichen Tochter des Herrschers geht der verheiratete Offizier eine skandalöse Liebschaft ein, aus der wiederum ein unehelicher Sohn hervorgeht: Robert. Nach Kriegsende beschließt der alternde Mann in Tripolis zu verweilen und den von den Einheimischen gemiedenen Ort des Massakers nicht mehr zu betreten, da dort die verdammten Seelen der Toten ihr Unwesen treiben sollen.
Nordafrika in der Gegenwart. Der verschollene Goldschatz weckt erneut die Begehrlichkeiten abenteuerlustiger Schatzsucher. Der Deutsche Kurt Meitzell finanziert gemeinsam mit seiner Frau ein zweiköpfiges Expeditionsteam zur Bergung des Nazi-Schatzes, dessen genauen Aufenthaltsort er jedoch nicht kennt. Daher wendet sich der skrupellose Mann an den alternden Ex-Offizier Captain Blabert, dem er zum Schein eine Teilhaberschaft anbietet, um an dessen private Aufzeichnungen zu kommen. In Wirklichkeit gedenkt der Finanzier jedoch nicht, die vermuteten sechs Millionen US-Dollar mit Blabert zu teilen. Er ermordet schließlich seinen nichtsahnenden Geschäftspartner und raubt dessen Kartenmaterial. Anschließend begibt er sich zu jener Wüstenoase. Derweil erreicht die Todesnachricht Blaberts Sohn Robert, einen in London wohnhaften englischen Studenten. In Unterlagen seines verstorbenen Vaters entdeckt der junge Mann schließlich Notizen über die millionenschwere Beute der Deutschen. Kurzerhand beschließt er gemeinsam mit drei befreundeten Kommilitonen Ronald, Ahmed und seiner Freundin Sylvia auf Schatzsuche zu gehen.
Irgendwann erreicht das vierköpfige deutsche Expeditionsteam um Kurt Meitzell die sagenumwobene Oase, in der Heerscharen von Untoten allabendliche ihre Ruhestätte verlassen, um die Lebenden zu töten. Die zu Zombies mutierten, gefallenen Soldaten behüten so seit Jahrzehnten den Schatz und sühnen jegliche Freveltaten. Sie töten die Expeditionsteilnehmer und verletzten Kurt lebensbedrohlich. Zeitgleich kommen die vier Studenten in Nordafrika an, wo sie bald die Bekanntschaft mit Professor Conrad Denicken machen, nebst seiner attraktiver Assistentin Erika und einem Dokumentarfilmduo. Das Treffen ermöglicht den Reisenden schließlich die Begegnung mit dem gastfreundlichen Scheich Mohamed Al-Kafir, der die kleine Gruppe nur widerwillig zur Oase führt und sie abermals vor dem verdammten Ort warnt. Die jungen Leute missachten die Warnung und begeben sich auf Schatzsuche.
In der Oase finden sie übel zugerichtete Leichen der zwei Dokumentarfilmer sowie den verletzten Professor mit seiner ebenfalls verletzten Assistentin Erika. Ohne jegliche Anteilnahme und Emotion für die Toten und trotz aller Warnungen von Erika, versuchen die jungen Leute mit primitiven Mitteln gierig nach dem Gold zu suchen. Unglücklicherweise erheben sich in der Dämmerung die lebenden Toten aus dem Wüstensand und dezimieren die ruhestörenden Schatzsucher. Lediglich Robert und Sylvia erwehren sich erfolgreich gegen die anrückenden Kreaturen, bis sie am nächsten morgen kraftlos in den Wüstensand fallen. Am Ende des Films verschwinden die Zombies mit dem Sonnenaufgang, das Liebespaar wird vom Scheich gerettet. Robert scheint durch seine Tat geläutert.

## Kritiken
Das Lexikon des internationalen Films schrieb, der mit fast 20-jähriger Verspätung zur Videopremiere erkorene Horrorfilm des „Vielfilmers Franco“ biete „bestenfalls unfreiwillige Komik“ und könnte „gut und gerne weiterhin im Reich der Untoten schlummern.“

„So reizvoll versponnen Francos fetischisierte Filmungetüme mitunter auch sein können, aber an einem schlechten Tag schafft er es dafür auch wie kein zweiter, daß jeder Ziegelstein aufregender anzusehen ist als der Sex auf der Leinwand. Überhaupt: Der gesamte Film besitzt von vorne bis hinten den Energielevel eines Zementsacks. Vielleicht hat sich Franco beim Zusammenschneiden ja gedacht, daß wir so gefesselt von den Vorgängen sein werden, daß uns die Holprigkeiten gar nicht stören werden.“